# Ceresium reticulatum
Ceresium reticulatum là một loài bọ cánh cứng trong họ Cerambycidae.